# Portalia mira
La portalia (Portalia mira) è un enigmatico animale estinto, i cui resti fossili sono stati ritrovati in terreni risalenti al Cambriano medio (505 milioni di anni fa) nel giacimento di Burgess Shales (Canada).

## Descrizione
Di dimensioni considerevoli (lunghezza circa 9 centimetri), questo organismo era dotato di un corpo relativamente allungato ma robusto, con una serie di tentacoli disposti attorno all'asse del corpo. Alcune di queste strutture, descritte da Walcott come “zampe”, sembrerebbero aver avuto una punta bifida. Sembra che il corpo fosse percorso per tutta la sua lunghezza da una sorta di canale centrale. L'aspetto di questo animale potrebbe non essere stato molto diverso da un “verme” munito di tentacoli, ma non è chiara quale fosse la parte anteriore di questo animale.

## Possibili affinità
Descritto da Charles Doolittle Walcott nel 1918, questo animale è stato in un primo tempo considerato un parente delle oloturie, o “cetrioli di mare”.  Studi successivi (Briggs et al., 1994) hanno mostrato che le presunte affinità della portalia con le oloturie non sono dimostrabili, sulla base dei resti fossili finora rinvenuti.